# Кондрашёв, Игорь Сергеевич
И́горь Серге́евич Кондрашёв (род. 13 октября 1948) — российский дипломат. Чрезвычайный и полномочный посол (2011).

## Биография
Окончил Московский государственный институт международных отношений (МГИМО) МИД СССР (1971). Владеет испанскими, английским и французским языками. На дипломатической работе с 1978 года.
- В 1995—1999 годах — начальник отдела Первого Европейского департамента МИД России.
- В 1999—2003 годах — генеральный консул России в Барселоне (Испания).
- В 2003—2005 годах — заместитель директора Департамента кадров МИД России.
- С 10 октября 2005 по 4 октября 2011 года — чрезвычайный и полномочный посол Российской Федерации в Никарагуа и по совместительству в Сальвадоре и Гондурасе[1][2][3][4].

## Дипломатический ранг
- Чрезвычайный и полномочный посланник 2 класса (5 сентября 2001)[5].
- Чрезвычайный и полномочный посланник 1 класса (28 ноября 2007)[6].
- Чрезвычайный и полномочный посол (17 января 2011)[7].